# Membranipora raymondi
Membranipora raymondi is een mosdiertjessoort uit de familie van de Membraniporidae. De wetenschappelijke naam van de soort is voor het eerst geldig gepubliceerd in 1975 door Hayami.